# Oskar Adler (Musiker)
Oskar Adler (* 4. Juni 1875 in Wien; † 15. Mai 1955 in London) war ein österreichischer Arzt, Musiker und Astrologe. Er war ein Bruder von Max Adler.

## Leben
Zusammen mit Hermann Jordan erfand er um 1893 das Octavin benannte Holzblasinstrument, es konnte sich nicht durchsetzen. Er spielte mit Franz Schmidt in Schönbergs Quartett. Nach Arnold Schönbergs Bekunden war es Oskar Adler, der ihn in die Musiktheorie, Philosophie und Poesie einführte.
Zur Astrologie kam Adler durch die Wiener Astrologin Baronin Hamar. Ihn beschäftigten die esoterischen Grundlagen der Astrologie; nicht die Prognostik. Von 1930 bis 1938 befasste sich nur ein kleiner Kreis mit seinen Arbeiten. 1938 musste er als Jude nach London fliehen. Erst nach dem Zweiten Weltkrieg wurden seine Schriften unter dem Titel: Testament der Astrologie neu aufgelegt.
Er war verheiratet mit Paula Freud, einer Nichte von Sigmund Freud. Es existiert ein Briefwechsel mit Albert Einstein.

## Schriften
- Die Kritik der reinen Musik. Wien 1918.
- Einführung in die Astrologie als Geheimwissenschaft. Wien 1935–1937. Neuausgabe unter dem Titel Das Testament der Astrologie. 4 Bände. Hugendubel, München 1991, ISBN 3-88034-540-6.